# Catadelpha foveata
Catadelpha foveata är en fjärilsart som beskrevs av Warren. Catadelpha foveata ingår i släktet Catadelpha och familjen nattflyn. Inga underarter finns listade i Catalogue of Life.